# Gerald Carr
Gerald Paul Carr (Denver, Colorado; 22 de agosto de 1932-Albany, Nueva York; 26 de agosto de 2020) fue un astronauta e ingeniero aeronáutico estadounidense.

## Biografía
Comenzó su carrera militar en 1949 en la Marina de los Estados Unidos y después de su graduación como oficial recibió entrenamiento como piloto naval, pasando los comienzos de la década de 1960 en misiones en Estados Unidos y el Lejano Oriente.
En abril de 1966 fue seleccionado para el nuevo grupo de 19 astronautas de la NASA, formando parte de los equipos de apoyo en tierra como Capcom (responsable de la comunicación del centro de control en Houston con los astronautas en el espacio) en las misiones Apolo 8 y Apolo 12, integrando también los grupos de estudio y desarrollo del Lunar Roving Vehicle, que se utilizaría en las últimas misiones Apolo.
Carr fue al espacio el 16 de noviembre de 1973 como comandante de la misión Skylab 4, la última misión tripulada a la estación orbital Skylab antes de que el proyecto fuera abandonado, en la misión espacial más larga de la historia hasta esa fecha (84 días), junto con los astronautas Edward Gibson y William Pogue.
Durante esta misión, la tripulación del Skylab realizó 56 experimentos diversos, 26 demostraciones científicas, observaciones detalladas de las fuentes de recursos terrestres y completó un total de trece horas de actividades extravehiculares durante las 1214 vueltas que dieron alrededor del planeta.
En los años siguientes, Carr trabajó en tierra a cargo de los sectores de la NASA especializados en el diseño para el desarrollo de diversos equipos tecnológicos nuevos utilizados en la simulación de vuelos, la seguridad y los sistemas de transporte, hasta que dejó la agencia espacial en 1977 para dedicarse a actividades relacionadas con la astronáutica en la iniciativa privada.